# 村田元
村田 元（むらた はじめ 1968年 - ）は、毎日放送（MBS）の社員で「SkyシアターMBS」の初代支配人。かつては、MBSのテレビ制作部でチーフプロデューサー、報道局でプロデューサーや気象情報部長などを歴任した。

## 来歴・人物
東京都江戸川区の出身で、大阪府立北野高等学校を経て、1988年に大阪大学へ入学。大学時代には、映画研究部で主に8ミリ映画を制作していた。
大学からの卒業後に、毎日放送（当時はテレビ・ラジオ兼営局）へ入社。同局のテレビ部門（MBSテレビ）を代表する生放送の情報番組（『ちちんぷいぷい』『せやねん!』）をはじめ、数多くのバラエティ番組・情報番組で演出・プロデューサーを務めながら、番組に独自の色を出していた。その一方で、古今東西の映画や映画音楽への造詣が深く、『ちちんぷいぷい』や、ラジオ部門（MBSラジオ）が制作する番組（『おとなの駄菓子屋』『あどりぶラヂオ』）の映画関連特集にも随時出演。番組関係者からは、姓名の略称である「ムラゲン」というニックネームで呼ばれている。
2018年6月の人事異動で、『ちちんぷいぷい』のチーフプロデューサーと兼務しながら、報道局の気象情報部長に就任。毎日放送以外でも、上田信彦（構成作家）や前西和成（よみうりテレビのチーフプロデューサー）などと共に、「パノラマ党」のメンバーとして活動している。
なお、毎日放送ではラジオ放送免許やラジオ部門を2021年4月1日に株式会社MBSラジオへ移管したが、村田自身はテレビ単営局へ移行した毎日放送へ引き続き勤務。『あどりぶラヂオ』への出演も続けていた。同日付の社内機構改編を機に新設された「エリアプロデュース局」へ異動したが、JPタワー大阪（2024年の春にオープン）内に設けられる劇場の運営業務をMBSが委託されたことを受けて、「SKyシアターMBS」という名称で開業する劇場の初代支配人へ就任。

## 現在の出演番組
- 空飛ぶ劇団ラヂオ（MBSラジオ、「SkyシアターMBS支配人」という肩書でパーソナリティを担当）
  - 演劇作品をはじめ、関西地方で上演中（または上演予定）のライブエンターテインメント作品をMBSのアナウンサーと共に紹介する番組で、2023年11月6日から毎週月曜日の21:45 - 22:00に放送。

## 過去に制作した番組
- 見参!アルチュン（プロデューサー）
- せやねん!（プロデューサー→チーフプロデューサー）
- MBS新世代漫才アワード（プロデューサー）
- ちちんぷいぷい
  - プロデューサー→総合演出→チーフプロデューサーを担当するかたわら、映画特集を放送する場合に、解説役としてスタジオに出演。2021年3月8日から12日まで編成された「ちちんぷいぷい フィナーレウィーク」では、番組当初から制作に携わっていた佐川昌裕と共同で、総合演出を再び担当した。

ほか